# ژرژ دورام
ژرژ دورام (به فرانسوی: Georges de Rham)(زاده ۱۰ سپتامبر ۱۹۰۳ در روشه- درگذشته ۹ اکتبر ۱۹۹۰ در لوزان) ریاضیدان اهل سوییس بود. او بیشتر به خاطر نظریه کوهمولوژی ای که به نام خودش نامیده شهرت دارد.

## زندگی و کارنامه
دورام در لوزان به دبیرستان رفت و از سال ۱۹۲۱ به فراگیری زیست‌شناسی، شیمی و فیزیک در دانشگاه لوزان پرداخت ولی سپستر به ریاضیات دلبسته شد؛ و در سال درجه دکترای ریاضی را تحت سرپرستی آنری لبگ دریافت کرد و از سال ۱۹۳۲ در دانشگاه لوزان به تدریس سرگرم شد و در سال در اکول پلی تکنیک لوزان وهمزمان دانشگاه ژنو به عنوان استاد برجسته گماشته شد. او در چند دانشگاه دیگر هم به عنوان استاد مهمان در دانشگاههای هاروارد، مؤسسه پژوهشهای پیشرفته و مؤسسه تاتا در بمبئی حضور داشت.
دورام در تز دکترایش، یکی از مهم‌ترین و در زمان خودش سختترین اثباتهای ریاضی را انجام داد: اثبات هموتوپی-ناوردایی کوهمولوژی ای که پیش از آن به وسیلهٔ پوانکاره و الی کارتان حدس زده شده بود و به نام خود او کوهمولوژی دورام نامیده شده‌است.
او از ۱۹۶۳ تا ۱۹۶۶ رئیس اتحادیه جهانی ریاضیات بود و همچنین درجه دکترای افتخاری دانشگاههای استراسبورگ، گرنوبل، لیون و انستیتو تکنولوژی فدرال زوریخ را دریافت نمود.
ریاضیدان ایرانی دکتر منوچهر وصال از شاگردان ژرژ دورام در دانشگاه ژنو بوده‌است.